# داني باورز
داني باورز (بالإنجليزية: Danny Bowers)‏ (16 يناير 1955 بستوك أون ترينت في المملكة المتحدة - ) هو لاعب كرة قدم بريطاني في مركز الدفاع. لعب مع ستوك سيتي وشروزبري تاون ونادي كرو ألكساندرا.